# Kali Uchis
Karly-Marina Loaiza, plus connue sous son nom de scène de Kali Uchis,  née le 17 juillet 1994 en Virginie, aux États-Unis, est une chanteuse, auteur-compositrice-interprète productrice de disques, réalisatrice de mode américano-colombienne.
En 2017, elle a été nommée aux Latin Grammy Award pour "L'Enregistrement de l'Année" et fut nommée pour la « Meilleure Performance R&B » avec Daniel Caesar pour Get You à la 60e cérémonie des Grammy Awards.

## Biographie

### Origine et jeunesse
Karli Uchis, est née le 17 juillet 1994 à Alexandria en Virginie (États-Unis), de parents d’origine colombienne, Elle y grandit et est diplômée de la T. C. Williams High School. Elle a grandi en jouant du saxophone et du piano ; elle a été initiée à la production musicale et l'édition de vidéo alors qu'elle était à l'école secondaire.

### Carrière
Le 1er août 2012, elle sort sa première mixtape Drunken Babble. Cette dernière est décrite comme « défiant les genres » et est remarquée pour ses influences venues du doo-wop, du reggae et du R&B du début des années 2000. Elle aime aussi le jazz – elle nomme Ella Fitzgerald et Billie Holiday comme certaines de ses inspirations,.
Elle a commencé à collaborer avec le rappeur Snoop Dogg sur la chanson On Edge, de sa mixtape sortie en 2014 That's My Work Volume 3. Cette même année, elle a sorti sa toute première performance en studio, Never Be Yours sur le podcast musical Kinda Neat (ce morceau aura d'ailleurs une véritable sortie officielle dix ans plus tard, en 2024, à travers une réédition de la chanteuse elle-même). En février 2015, elle a sorti son premier projet en studio, qui a été son premier EP, intitulé Por Vida. L'EP a également été publié gratuitement sur son site web. Le projet contient des productions en collaboration avec Alex Epton, Diplo, Tyler, The Creator, Kaytranada, BadBadNotGood, et d'autres,,,.
Durant le mois d'octobre 2015, elle entreprend sa première tournée avec Leon Bridges, à travers les États-Unis et le Canada. Dans les mois qui suivront, elle publiera la chanson Only Girl, en collaboration avec Steve Lacy et Vince Staples, dans la veine de son EP Por Vida.
Elle a été la chanteuse principale sur la chanson She's My Collar du groupe Gorillaz avec le chanteur du groupe 2D, sur leur quatrième album studio Humanz, ainsi que sur le bonus track Ticker Tape. Sa chanson Sycamore Tree a été utilisée pour illustrer les teasers de promotion d'American Horror Story: Roanoke en 2016. La même année, Uchis prépare déjà son premier projet studio, et créé le morceau In The Lobby, qui ne sortira que plusieurs années plus tard.
Le 22 mai 2017, elle a sorti le morceau Tyrant, en collaboration avec Jorja Smith, le premier single de son premier album studio futur (une version espagnole du single sera publié peu de temps après, en collaboration avec l'artiste hispanique Fuego). Le 20 juin, elle a annoncé sa première tournée Nord-Américaine de l'album à venir nommé Isolation. La tournée a eu lieu de août à octobre 2017, en commençant à l'Outside Lands Music and Arts Festival à San Francisco, avec un arrêt à Montréal lors du POP Montreal International Music Festival. Le 25 août 2017, Uchis sort le morceau Nuestro Planeta, en collaboration avec le chanteur colombien Reykon, comme le deuxième single de son album à venir.
Le 27 septembre 2017, Lana Del Rey annonce que Kali Uchis la rejoindrait comme première partie sur une sélection de dates Nord-Américaine de sa tournée mondiale intitulée LA to the Moon Tour. La chanteuse suit Lana Del Rey du 15 janvier 2018 au 16 février 2018. Entre temps, Kali Uchis sort son album Isolation, qui est le premier album studio de la chanteuse américaine ; il est rendu disponible dans le monde entier le 6 avril 2018 via Rinse Recordings et Virgin EMI Records.
Depuis lors, elle a été invitée à plusieurs reprises à des concerts de Kaytranada, Thundercat, Little Dragon et Free Nationals. En décembre 2019, elle a sorti un nouveau morceau totalement créé par elle-même, Solita.
Cette chanson était censée servir de précurseur à un tout nouvel album, mais ces projets ont été mis en veilleuse en raison de la pandémie de Covid-19. « Je ne peux pas encore vous donner mon album, mais j'ai enregistré quelques démos dans ma chambre pour vous », a-t-elle annoncé dans un post Instagram. Ces démos constituent un nouvel EP intitulé To Feel Alive.
Le 7 août 2020, Kali Uchis publie la chanson Aquì Yo Mando aux côtés de la rappeuse américaine Rico Nasty. Cette chanson est le premier single du deuxième album studio de la chanteuse Sin Miedo (del amor y otros demonios),  qui est son premier projet chanté principalement en espagnol, sa langue natale. Le 26 octobre, elle sort le clip de son deuxième single La Luz avec Jhay Cortez.
L'album est sorti le 18 novembre 2020 et a atteint le numéro 1 sur le Billboard Top Latin Albums Chart. Début 2021, sa chanson Telepatía a connu une montée en popularité, la chanson a fait ses débuts dans le top 10 des Hot Latin Songs de Billboard. Le 29 septembre 2021, Kali Uchis sort le single Fue Mejor avec SZA, la chanson figure sur l'édition deluxe de Sin Miedo (del amor y otros demonios).
L'année 2021 sera fructueuse pour Kali Uchis, une année de collaborations ; en effet, elle sortira bon nombre de morceaux, comme Another Day In America en duo avec Ozuna, issu de la bande originale du nouveau film West Side Story, ainsi qu'un double morceau en anglais et en espagnol, If It's To Be/Si Debe Ser Es Mi Deber, issu du film d'animation Maya Princesse Guerrière, produit par Netflix. Le 15 septembre 2021, Sad girlz luv money de Amaarae en featuring avec Kali Uchis est publié sur le web, et fait le buzz sur les réseaux sociaux, notamment sur TikTok. La chanteuse en profite pour sortir une édition acoustique sous format EP de son dernier album, contenant trois morceaux repris en acoustique (telepatia, fue mejor et vaya con dios).
Durant l'année 2022, elle poursuivra ses collaborations et sa notoriété grandira à vitesse grand V : elle produira et sortira le morceau Desafinado tiré de la bande originale du film d'animation Les Minions 2 ; un single indépendant intitulé La Unica sera publié par la chanteuse et sera utilisé pour une campagne de promotion de la boisson Sprite. Puis elle publiera dans la même année le morceau No Hay Ley, dont le clip (devenu viral lors de sa sortie) la montre courant dans les rues de Paris, dansant dans les escalators et les ascenseurs du Centre Pompidou ou encore totalement dénudée dans le cloître du lycée Henri IV.
Son troisième album studio Red Moon in Venus sort le 3 mars 2023, et reçoit des critiques globalement positive de la part des médias. Le projet de la chanteuse contient de fortes collaborations avec des artistes tels que Summer Walker, Omar Apollo et le rappeur Don Toliver, avec qui elle partage sa vie. Le 20 avril 2023, sort le clip de Moonlight, premier single de l'album.
Puis, le 4 août 2023, elle publie Muñekita comme nouveau single de son quatrième album à venir ; contenant notamment une interpolation du titre Papi... Chulo de la chanteuse Lorna, le titre est partagé avec le rappeur El Alfa et JT du groupe City Girls.
Entre deux posts Instagram, la chanteuse commence la promotion de son 4e album studio, intitulé Orquideas, qui sortira en 2024, un de ses projets les plus aboutis. Le second single de l'album sera le morceau Te Mata, chanson tournée vers le style du boléro hispanique (il aura d'ailleurs son clip peu de temps après). Suite à quoi, Kali Uchis met en avant les morceaux Labios Mordidos (en duo avec la chanteuse de reggaeton Karol G qui constituera son 3e single) et Igual Que Un Angel (en duo avec le rappeur Paso Pluma qui sera le 4e single de son album), dont chaque morceau rencontrera un franc succès. Cet album sera en majorité influencé par tous les styles de musiques latino existants : boléro, reggaeton, merengue, etc.
Une version deluxe de cet album sera publiée courant 2024, avec quelques titres bonus et des remix de morceaux déjà existants.
Le 17 mars 2025, Kali Uchis annonce la sortie de son cinquième album, Sincerely, entièrement écrit et enregistré par l’artiste elle-même. Pour accompagner la sortie de ce nouvel opus, elle sortira les morceaux Sunshine & Rain et ILYSMIH (ce qui signifie I Love You So Much It Hurts) respectivement entre mars et avril 2025, avant la sortie de l'album début mai 2025.

## Vie privée
La chanteuse a confirmé en 2021 partager la vie du rappeur Don Toliver. Elle annonce en janvier 2024 sur Instagram, être enceinte de leur premier enfant. Leur fils naît en mars 2024.

## Discographie

### Albums studio
- 2018 - Isolation
- 2020 - Sin miedo (del amor y otros demonios)
- 2023 - Red Moon in Venus
- 2024 - Orquídeas
- 2025 - Sincerely

### Mixtapes
- Drunken Babble (2012)

### EPs
- Por vida (2015)
- To Feel Alive (2020)

### Singles

#### Comme artiste principal
| Titre                                                                 | Année | Meilleure position | Meilleure position | Meilleure position | Meilleure position | Meilleure position | Meilleure position | Meilleure position | Certifications                     | Album                                 |
| Titre                                                                 | Année | AUS                | CAN                | É-U                | FRA                | IRL                | R-U                | SUI                | Certifications                     | Album                                 |
| --------------------------------------------------------------------- | ----- | ------------------ | ------------------ | ------------------ | ------------------ | ------------------ | ------------------ | ------------------ | ---------------------------------- | ------------------------------------- |
| Know What I Want                                                      | 2014  | —                  | —                  | —                  | —                  | —                  | —                  | —                  |                                    | Por vida                              |
| Lottery (en)                                                          | 2015  | —                  | —                  | —                  | —                  | —                  | —                  | —                  |                                    | Por vida                              |
| Loner                                                                 | 2015  | —                  | —                  | —                  | —                  | —                  | —                  | —                  |                                    | Por vida                              |
| Ridin' Round                                                          | 2015  | —                  | —                  | —                  | —                  | —                  | —                  | —                  |                                    | Por vida                              |
| Only Girl (featuring Steve Lacy et Vince Staples)                     | 2016  | —                  | —                  | —                  | —                  | —                  | —                  | —                  |                                    | Single hors album                     |
| Tyrant (featuring Jorja Smith)                                        | 2017  | —                  | —                  | —                  | —                  | —                  | —                  | —                  |                                    | Isolation                             |
| Nuestro planeta (featuring Reykon)                                    | 2017  | —                  | —                  | —                  | —                  | —                  | —                  | —                  |                                    | Isolation                             |
| After the Storm (en) (featuring Tyler, The Creator et Bootsy Collins) | 2018  | —                  | —                  | —                  | —                  | —                  | —                  | —                  | - RIAA : Platine                   | Isolation                             |
| Just a Stranger (featuring Steve Lacy)                                | 2018  | —                  | —                  | —                  | —                  | —                  | —                  | —                  |                                    | Isolation                             |
| Time (en) (avec Free Nationals (en) et Mac Miller)                    | 2019  | —                  | —                  | —                  | —                  | —                  | —                  | —                  |                                    | Free Nationals (en)                   |
| Solita (en)                                                           | 2019  | —                  | —                  | —                  | —                  | —                  | —                  | —                  |                                    | Single hors album                     |
| Aquí yo mando (en) (avec Rico Nasty)                                  | 2020  | —                  | —                  | —                  | —                  | —                  | —                  | —                  |                                    | Sin miedo (del amor y otros demonios) |
| La luz (fin) (avec Jhay Cortez)                                       | 2020  | —                  | —                  | —                  | —                  | —                  | —                  | —                  |                                    | Sin miedo (del amor y otros demonios) |
| Telepatía                                                             | 2021  | 39                 | 51                 | 39                 | 153                | 33                 | 41                 | 42                 | - - SNEP : Or - RIAA : 2 × Platine | Sin miedo (del amor y otros demonios) |
| « — » indique que le titre n'est pas sorti ou classé dans le pays.    |       |                    |                    |                    |                    |                    |                    |                    |                                    |                                       |

#### En tant que soliste
| Titre                                                                                                  | Année | Meilleure position | Certifications                                             | Album                 |
| Titre                                                                                                  | Année | É-U                | Certifications                                             | Album                 |
| --- | ----- | ------------------ | ---------------------------------------------------------- | --------------------- |
| Fucking Young / Perfect (Tyler, The Creator featuring Charlie Wilson, Chaz Bundick, Syd et Kali Uchis) | 2015  | —                  |                                                            | Cherry Bomb           |
| Get You (en) (Daniel Caesar featuring Kali Uchis)                                                      | 2016  | 93                 | - BPI : Argent - RIAA : 3 × Platine - MC : 2 × Platine     | Freudian (en)         |
| El ratico (Juanes featuring Kali Uchis)                                                                | 2017  | —                  |                                                            | Mis planes son amarte |
| See You Again (en) (Tyler, The Creator featuring Kali Uchis)                                           | 2017  | —                  | - ARIA : Or - BPI : Argent - RIAA : Platine - MC : Platine | Flower Boy            |
| 10% (Kaytranada featuring Kali Uchis)                                                                  | 2019  | —                  |                                                            | Bubba (en)            |
| Are You Feeling Sad? (Little Dragon featuring Kali Uchis)                                              | 2020  | —                  |                                                            | New Me, Same Us (en)  |
| « — » indique que le titre n'est pas sorti ou classé dans le pays.                                     |       |                    |                                                            |                       |

### Clips musicaux
| Titre                                                        | Année | Directeurs                               |
| ------------------------------------------------------------ | ----- | ---------------------------------------- |
| What They Say                                                | 2013  | Kali Uchis et Tony Katai                 |
| Know What I Want                                             | 2014  | Kali Uchis et Chris Black                |
| Rush                                                         | 2015  | Kali Uchis et WIISSA                     |
| Loner                                                        | 2015  | Kali Uchis et Andy Hines                 |
| Ridin' Round                                                 | 2015  | Kali Uchis et Felipe Holguín Caro        |
| Only Girl (feat. Steve Lacy et Vince Staples)                | 2016  | Kali Uchis, Cory Bailey et Valentine Rue |
| Tyrant (feat. Jorja Smith)                                   | 2017  | Heli                                     |
| Nuestro Planeta (feat. Reykon)                               | 2017  | Daniel Sannwald                          |
| After The Storm (feat. Tyler, Le Créateur et Bootsy Collins) | 2018  | Nadia Lee Cohen                          |
| Telepatía                                                    | 2021  | Kali Uchis et Ana Astaiza                |
| Fue mejor (feat SZA)                                         | 2021  | Daniel Sannwald                          |
| Moonlight                                                    | 2023  | Colin Tilley and Sarah McColgan          |

### Participations
| Titre                     | Année | Artiste(s)                                 | Album                   |
| ------------------------- | ----- | ------------------------------------------ | ----------------------- |
| On Edge                   | 2014  | Snoop Dogg                                 | That's My Work Volume 3 |
| Divine                    | 2014  | GoldLink                                   | The God Complex         |
| Find Your Wings           | 2015  | Tyler, The Creator, Roy Ayers, Syd Bennett | Cherry Bomb             |
| Yellow                    | 2015  | Tyler, The Creator                         | Cherry Bomb             |
| Wave                      | 2015  | Major Lazer                                | Peace Is The Mission    |
| She's My Collar           | 2017  | Gorillaz                                   | Humanz                  |
| Ticker Tape               | 2017  | Gorillaz, Carly Simon                      | Humanz                  |
| Caramelo Duro             | 2017  | Miguel                                     | War & Leisure           |
| Drugs N Hella Melodies    | 2021  | Don Toliver                                | Life of a Don           |
| Bad Life                  | 2021  | Omar Apollo                                |                         |
| Sad Girlz Luv Money Remix | 2021  | Amaarae, Kali Uchis, Moliy                 |                         |

## Tournées de concerts

### Tête d'affiche
- Tournée Nord-américaine (2017)

### Invité
- Leon Ponts – Coming Home Tour (2015)
- Lana Del Rey – LA to the Moon Tour (2018)